# Shōma Uno
Shōma Uno (宇野 昌磨?, Uno Shōma; Nagoya, 17 dicembre 1997) è un ex pattinatore artistico su ghiaccio giapponese.
Ha vinto la medaglia d'argento alle Olimpiadi invernali di Pyeongchang 2018 e ai campionati mondiali di pattinaggio di figura del 2017 e del 2018. Ai campionati dei Quattro continenti ha vinto l'argento nel 2018 e il bronzo nel 2017, mentre alla finale del Grand Prix ha vinto due volte il bronzo, nel 2015 e nel 2016, e un argento nel 2018. È inoltre due volte campione nazionale giapponese, per le stagioni 2016-17 e 2017-18, e vincitore dei giochi asiatici invernali nel 2017.
Nell'aprile del 2016, alla Team Challenge Cup, è stato il primo pattinatore nella storia ad atterrare con successo un quadruplo flip in competizione.

## Carriera

### Prime stagioni
Uno ha iniziato a pattinare all'età di cinque anni. Ha debuttato nel circuito Junior Grand Prix nella stagione 2011-2012, classificandosi quarto nella gara in Polonia e vincendo la medaglia di bronzo a Tallin in Estonia. Nei Giochi olimpici giovanili del 2012 ha vinto la medaglia d'argento nella gara individuale e quella d'oro nella gara a squadre. Si è quindi classificato decimo nei Campionati mondiali juniores del 2012.
Nella stagione 2012-2013 si è classificato sesto alla tappa del Junior Grand Prix in Slovenia e secondo in quella in Germania. Nei campionati mondiali juniores ha concluso la gara al settimo posto.
Nella stagione 2013-2014 ha vinto la medaglia di bronzo nella gara del Junior Grand Prix di Riga in Lettonia e si è classificato quarto in Estonia. Ha quindi raggiunto il quindi posto nei campionati mondiali giovanili del 2014 e ha vinto la sua prima gara internazionale di livello senior, il Gardena Spring Trophy.

### Stagione 2014-2015: campione mondiale juniores
Nella stagione 2014-2015 ha conquistato la sua seconda vittoria in una gara di livello senior vincendo l'Asian Trophy. Nel circuito Junior Grand Prix si è classificato al secondo posto nella gara in Giappone e primo in quella in Croazia, vincendo poi l'oro nella Finale Grand Prix ISU juniores. 

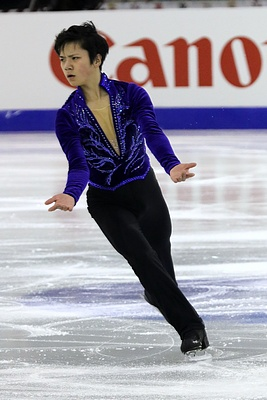
Shoma Uno gareggia durante la finale del Grand Prix Juniores 2014-15

Ha quindi vinto il titolo nazionale di livello junior e si è classificato secondo nei campionati nazionali giapponesi di livello senior. Ha debuttato nelle competizioni ISU di livello senior partecipando ai Campionati dei Quattro continenti del 2015, arrivando quinto dopo aver stabiliti i propri primati personali in entrambi i segmenti di gara. Ha concluso la stagione vincendo i Campionati mondiali juniores del 2015.

### Stagione 2015-2016: il quadruplo flip
Uno ha iniziato la stagione con il quinto posto all'U.S. International Figure Skating Classic e vincendo il Japan Open davanti al campione del mondo in carica Javier Fernandez, Brian Joubert e Patrick Chan.
Ha esordito nel circuito Grand Prix ISU di pattinaggio di figura, arrivando secondo a Skate America alle spalle di Max Aaron e vincendo il Trophée Eric Bompard dopo che la gara è stata interrotta al termine del programma corto. Qualificatosi per la Finale Grand Prix ha vinto la medaglia di bronzo alle spalle del campione olimpico Yuzuru Hanyū e del campione del mondo Javier Fernandez.
Ha quindi vinto la sua seconda medaglia d'argento al campionati nazionali giapponesi, venendo così selezionato per la partecipazione ai Campionati dei Quattro continenti e ai Campionati mondiali del 2016, dove si è classificato quarto e settimo rispettivamente.
In occasione della 2016 Team Challenge Cup tenutasi a Spokane negli Stati Uniti dal 22 al 24 aprile 2016 Uno ha completato un quadruplo flip, diventando il primo pattinatore ad eseguire con successo il salto in una competizione internazionale.

### Stagione 2016-2017: argento mondiale
Uno ha intrapreso la stagione pianificando l'inserimento del quadruplo flip in entrambi i programmi di gara fin dall'inizio della stagione. Dopo aver vinto il Lombardia Trophy a settembre 2016, Uno si è classificato primo anche nel libero del Japan Open, dove ha atterrato un quadruplo flip, un quadruplo toeloop e due tripli axel. In ottima forma, ha quindi partecipato a Skate America, classificandosi primo sia nel programma corto che nel libero: in particolare, è riuscito ad 

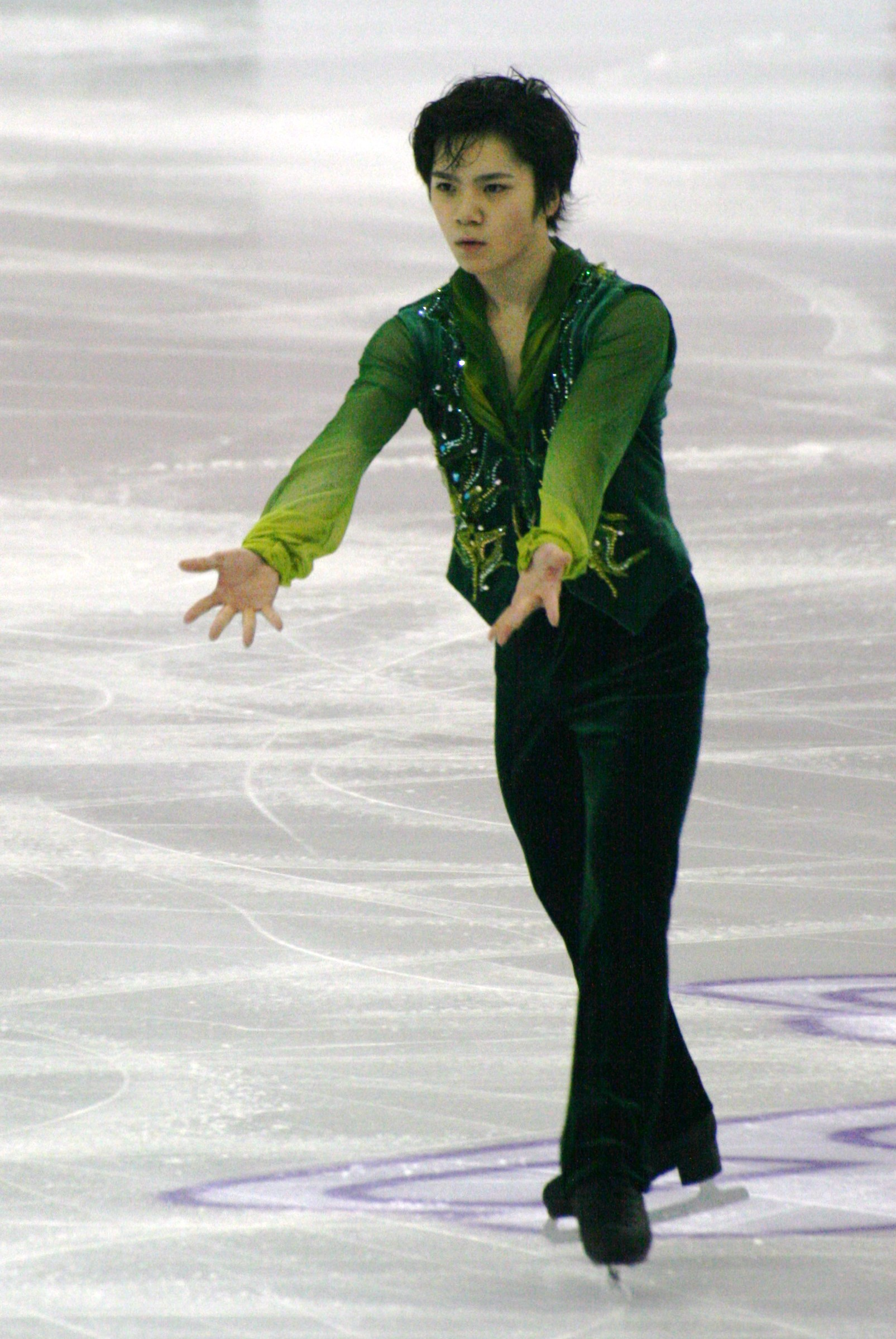
Shoma Uno gareggia durante la finale del Grand Prix 2015-16

atterrare il quadruplo flip in entrambi i segmenti di gara e nel libero ha completato tre quadrupli (il flip e due toeloop) e un triplo axel in combinazione con un triplo toeloop, mentre è caduto invece sul secondo triplo axel. Ha poi partecipato alla seconda tappa di Grand Prix della stagione, la Rostelecom Cup, classificandosi secondo dietro al due volte campione del mondo Javier Fernandez, migliorando però il suo primato personale nel programma corto e nel totale di gara. Nel libero, ha atterrato due quadrupli, flip e toeloop, cadendo però sul secondo quadruplo toeloop, e due tripli axel, dei quali il secondo, vicino alla fine del programma, in combinazione con un loop semplice e un triplo flip. Classificatosi per la finale del Grand Prix, si è classificato quarto nel programma corto e secondo nel libero, classificandosi complessivamente terzo, come l'anno precedente, dietro al connazionale Yuzuru Hanyu e allo statunitense Nathan Chen.
Visto il ritiro del campione olimpico Hanyu dai Campionati Nazionali, Uno ha avuto strada spianata per vincere il suo primo titolo giapponese Senior: classificatosi secondo nel corto e successivamente primo nel libero (nonostante nessuno dei quadrupli fosse stato completato in maniera pulita), riesce ad aggiudicarsi la vittoria davanti a Keiji Tanaka. La seconda parte della stagione inizia con i campionati dei Quattro Continenti: Uno appare subito in grande forma, abbattendo per la prima volta nel programma corto il muro dei 100 punti (100.28), completando un quadruplo flip, la combinazione quadruplo toeloop-triplo toeloop e un triplo axel di ottima qualità. Si classifica secondo nel programma corto, dietro Nathan Chen e davanti a Yuzuru Hanyu. Nel programma libero, dove si ripropone la sfida della finale di Grand Prix, Uno completa quattro salti quadrupli (oltre al flip e ai due toeloop, anche il nuovo quadruplo loop, con ottimi gradi di esecuzione da parte dei giudici), ma cade su entrambi i tripli axel nella seconda metà del programma e deve così accontentarsi nuovamente della medaglia di bronzo, dietro alla medaglia d'oro Chen e all'argento Hanyu. Per Uno è stata comunque la prima medaglia ottenuta nell'evento dopo il quinto posto del 2015 e il quarto del 2016, ed è stata una competizione di progresso dal punto di vista del programma di salti eseguiti.
Ha poi partecipato ai campionati mondiali ad Helsinki, classificandosi secondo in entrambi i segmenti di gara, e ottenendo così la medaglia d'argento dietro al connazionale Yuzuru Hanyu.

### Stagione 2017-2018: argento olimpico

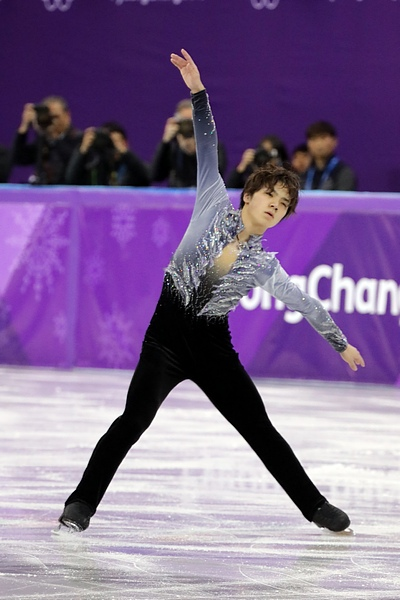
Shoma Uno gareggia alle Olimpiadi Invernali di Pyeonchang 2018, sulle note dellInverno di Vivaldi.

Come la stagione precedente, Uno ha esordito con la vittoria al Lombardia Trophy, competizione in cui ha eseguito programmi puliti e migliorando i propri punteggi personali. Ha preso parte anche alla competizione Japan Open in cui la squadra giapponese ha vinto l'argento.
Ha vinto poi l'oro a Skate Canada, il suo primo evento di Grand Prix della stagione, classificandosi al primo posto in entrambi i segmenti di gara. In seguito ha preso parte al Trophée de France, piazzandosi secondo dopo il primo segmento di gara a causa di una brutta caduta sul quadruplo flip, primo dopo il programma lungo e secondo nella classifica finale. I risultati ottenuti gli hanno permesso di qualificarsi per la sua terza finale, tenutasi proprio in Giappone, nella città di Nagoya. Ha eseguito un programma libero da 101.51 punti, eseguendo il quadruplo flip e la combinazione quadruplo toe-loop / triplo toe-loop, ma cadendo nell'atterraggio del triplo axel. Ha inoltre ottenuto una detrazione dal punteggio a causa di una violazione nel limite di tempo del programma, classificandosi così secondo nel primo segmento di gara, dietro allo statunitense Nathan Chen. Si è poi classificato primo nel programma libero nonostante numerosi errori: una caduta nel quadruplo loop, un atterraggio su due piedi nel quadruplo toe-loop e un secondo quadruplo toe-loop aperto in volo. Ha concluso la competizione al secondo posto nella classifica finale, a soli 0.50 punti dal primo classificato, Nathan Chen.
Ai campionati nazionali giapponesi, Uno ha difeso con successo il suo titolo, di nuovo in assenza del suo maggior rivale, il campione olimpico e mondiale in carica Yuzuru Hanyu. Il 24 dicembre è stato annunciato che Uno avrebbe rappresentato il Giappone ai campionati dei Quattro continenti (assieme ai pattinatori Keiji Tanaka e Takahito Mura), alle Olimpiadi di Pyeongchang e ai campionati mondiali (assieme a Yuzuru Hanyu e Keiji Tanaka).

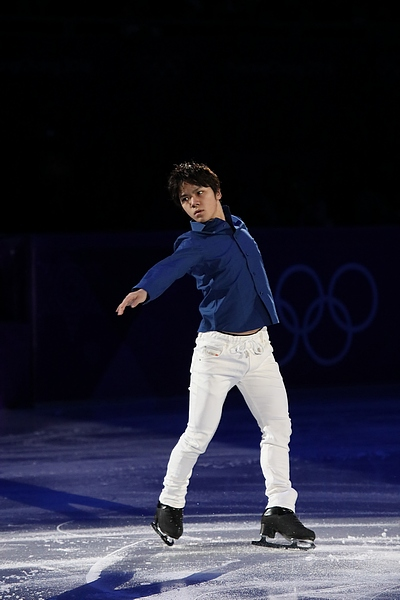
Shoma Uno al galà delle Olimpiadi Invernali di Pyeongchang.

Uno ha quindi preso parte prima di tutto ai campionati dei quattro continenti. Ha eseguito un buon programma corto, eseguendo quadruplo flip, quadruplo toe-loop in combinazione e triplo axel e piazzandosi in prima posizione. Nel programma libero è però caduto sul quadruplo flip e due dei suoi salti sono stati segnalati come sottoruotati. Il suo punteggio non ha quindi potuto competere con quello del cinese Jin Boyang, che l'ha superato sia nel punteggio del programma libero che nel totale, costringendolo ad accontentarsi della medaglia d'argento. Ha poi partecipato alle Olimpiadi, gareggiando dapprima nella competizione a squadre dove, grazie al suo primo posto ottenuto nel programma corto in categoria maschile, ha permesso alla squadra giapponese di aggiungere 10 punti al proprio punteggio. Con 50 punti di totale, il Giappone si è classificato quinto dietro ad Italia, Stati Uniti, Atleti Olimpici dalla Russia e Canada. Uno ha poi partecipato alla competizione individuale, classificandosi terzo nel programma corto con 104.17 punti e terzo anche nel libero, con un punteggio di 202.73 nonostante la caduta iniziale sul quadruplo loop. Ha terminato in seconda posizione, con un totale di 306.90 punti, davanti allo spagnolo Javier Fernandez di 1.66 punti e dietro al connazionale Yuzuru Hanyu di più di 10 punti. Per la prima volta dal 2002, quando Yagudin aveva vinto l'oro e Plushenko l'argento, una nazione ha ottenuto due medaglie in quest'evento.
Ha partecipato anche ai campionati mondiali, tenutisi a Milano. Nonostante l'assenza dei rivali Hanyu e Fernandez, Uno ha comunque dovuto confrontarsi con lo statunitense Nathan Chen, che ha vinto il titolo. Uno si è classificato secondo davanti al russo Michail Kolyada, terzo.

### Stagione 2018-2019: campione dei quattro continenti
Anche quest'anno, Uno ha cominciato la stagione vincendo il Lombardia Trophy in settembre. Ha poi vinto entrambe le tappe di Grand Prix della stagione: Skate Canada e l'NHK Trophy. Ha quindi potuto competere nella GPF tenutasi a Vancouver dove ha conquistato l'argento dietro allo statunitense Chen.
A fine anno ha preso parte ai campionati nazionali giapponesi da chiaro favorito data l'assenza di Hanyu, ma durante l'allenamento ufficiale precedente il programma corto ha riportato una distorsione alla caviglia destra. Ha deciso comunque di pattinare, registrando per la decima volta in carriera un punteggio superiore a 100. Il giorno seguente, in condizioni ancor più precarie, ha deciso di scendere nuovamente in pista con un programma leggermente semplificato; ha quindi vinto il suo terzo titolo giapponese consecutivo, stabilendo inoltre un nuovo personal best (289,10 nel totale).
Nel mese di gennaio, ai Giochi dei Quattro Continenti di Anheim, ha dichiarato di essersi slogato la caviglia già infortunata almeno tre volte nelle settimane precedenti la competizione, ma di essere comunque intenzionato a gareggiare. Dopo un corto deludente è riuscito a risalire dalla quarta posizione per aggiudicarsi il primo titolo iridato in carriera.
A marzo ha poi partecipato ai Campionati del Mondo di Saitama, concludendo in quarta posizione e ponendo così fine alla sua scia di 23 podi consecutivi cominciata nell'aprile 2016.
Per concludere la stagione ha preso parte al World Team Trophy, competizione a squadre vinta dal team americano, dove ha conquistato la medaglia di bronzo con il team giapponese. In occasione del programma libero ha tentato un'inedita combinazione di salti (3A-4T) purtroppo non bene eseguita ma riuscendo comunque ad atterrare un'altra combinazione altrettanto inedita in competizione come 3S-1Eu-3F.
Poche settimane dopo la fine della stagione ha dichiarato alla stampa di aver lasciato le sue allenatrici storiche Machiko Yamada e Mihoko Higuchi e che sarebbe in cerca di un nuovo main coach.

## Record
- Primo pattinatore ad atterrare un quadruplo flip in una competizione internazionale. (Team Challenge Cup 2016)[21]
- Detiene il record storico per il miglior punteggio ottenuto nel programma corto in categoria junior, con 84.87 punti. (Mondiali Junior 2015)[22]
- Ha segnato il record storico per il miglior punteggio combinato totale in categoria junior, con 238.27 punti. Il record è stato battuto da Cha Jun-hwan alla tappa del JGP Japan. (Finale del Grand Prix Junior 2014-15)[23]
- Ha segnato il record storico per il miglior punteggio ottenuto nel programma libero in categoria junior, con 163.06 punti. Il record è stato battuto da Daniel Samohin ai mondiali Junior del 2016. (Finale del Grand Prix Junior 2014-15)[24]
- Record storico nel programma libero dei 4CC con 197.36, poi battuto da Yuzuru Hanyu ai mondiali del 2019.

## Programmi
| Stagione  | Programma corto                                                                                             | Programma libero | Gala |
| --------- | --- | --- | --- |
| 2018-2019 | - Stairway to Heaven dei Led Zeppelin, nella versione di Rodrigo y Gabriela. Coreografia di Mihoko Higuchi. | - Sonata per pianoforte n. 14 di Beethoven. Coreografia di Mihoko Higuchi.                                                                | |
| 2017–2018 | - Inverno (da Le quattro stagioni) di Antonio Vivaldi, coreografia di Mihoko Higuchi                        | - Fantasia per violino sulla Turandot di Puccini di Vanessa-Mae - Nessun Dorma di Puccini di José Carreras, coreografia di Mihoko Higuchi | - See You Again di Wiz Khalifa, coreografia di Mihoko Higuchi - This Town di Niall Horan e Jamie Scott, coreografia di David Wilson                                                                                |
| 2016–2017 | - Fantasia per violino e orchestra (da Ladies in Lavender) di Joshua Bell, coreografia di Mihoko Higuchi    | - Buenos Aires Hora Cero - Balada para un loco di Astor Piazolla, coreografia di Mihoko Higuchi                                           | - See You Again di Wiz Khalifa, coreografia di Mihoko Higuchi - La Vie en rosedi Andrea Bocelli, Édith Piaf, coreografia di Stéphane Lambiel - This Town di Niall Horan e Jamie Scott, coreografia di David Wilson |
| 2015–2016 | - Legends dei Sacred Spirit, coreografia di Mihoko Higuchi                                                  | - Fantasia per violino sulla Turandot di Puccini di Vanessa-Mae - Nessun Dorma di Puccini di Paul Potts, coreografia di Mihoko Higuchi    | - Don Juan DeMarco di Michael Kamen coreografia di Mihoko Higuchi - Sonata nr.9 per violino di Ludwig van Beethoven, coreografia di Mihoko Higuchi                                                                 |
| 2014–2015 | - Sonata nr.9 per violino di Ludwig van Beethoven coreografia di Mihoko Higuchi                             | - Don Juan DeMarco di Michael Kamen coreografia di Mihoko Higuchi                                                                         | - The Blessed Spirits by Vanessa-Mae, coreografia di Mihoko Higuchi e Machiko Yamada |
| 2013–2014 | - The Blessed Spirits di Vanessa-Mae, coreografia di Mihoko Higuchi e Machiko Yamada                        | - Steps dei Secret Garden, coreografia di Mihoko Higuchi e Machiko Yamada                                                                 | - Tanguera di Mariano Mores, coreografia di Mihoko Higuchi e Machiko Yamada |

## Risultati

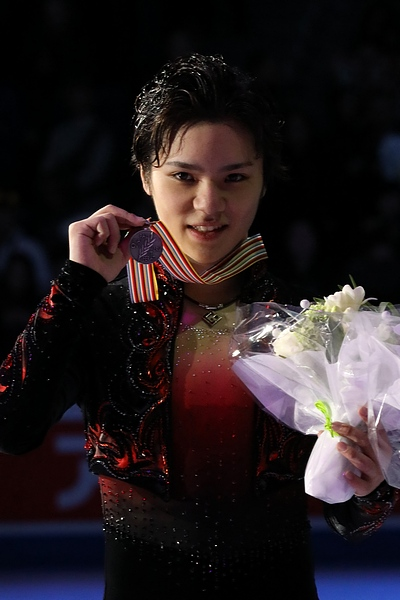
Shoma Uno (argento) sul podio dei campionati mondiali del 2017.

GP: Grand Prix; CS: Challenger Series; JGP: Junior Grand Prix

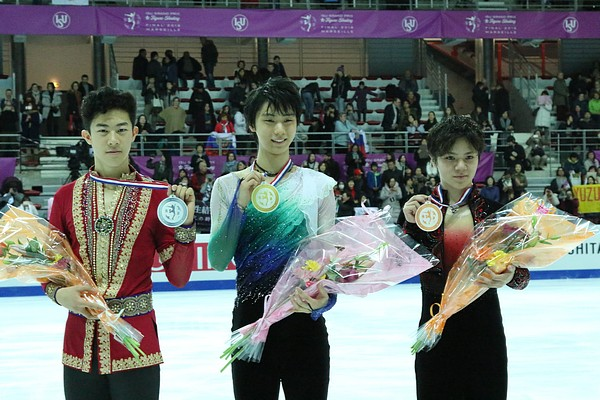
Uno (bronzo) sul podio della finale del Grand Prix 2016-17.

| Internazionali | Internazionali | Internazionali | Internazionali | Internazionali | Internazionali | Internazionali | Internazionali | Internazionali | Internazionali | Internazionali | Internazionali | Internazionali | Internazionali |
| Evento | 2011–12        | 2012–13        | 2013–14        | 2014–15        | 2015–16        | 2016–17        | 2017–18        | 2018-19        | 2019-20        | 2020-21        | 2021-22        | 2022-23        | 2023-24        |
| --- | -------------- | -------------- | -------------- | -------------- | -------------- | -------------- | -------------- | -------------- | -------------- | -------------- | -------------- | -------------- | -------------- |
| Giochi olimpici invernali |                |                |                |                |                |                | 2º             |                |                |                | 3º             |                |                |
| Campionati mondiali |                |                |                |                | 7º             | 2º             | 2º             | 4°             | C              | 4°             | 1º             | 1º             | 4°             |
| Campionati dei Quattro continenti |                |                |                | 5º             | 4º             | 3º             | 2º             | 1º             |                |                |                |                |                |
| GP Finale Grand Prix |                |                |                |                | 3º             | 3º             | 2º             | 2º             |                |                | C              | 1º             | 2º             |
| GP Cup of China |                |                |                |                |                |                |                |                |                |                |                |                | 2º             |
| GP Cup of Russia |                |                |                |                |                | 2º             |                |                | 4°             |                |                |                |                |
| GP Trophée Eric Bompard |                |                |                |                | 1º             |                | 2º             |                | 8°             | C              |                |                |                |
| GP NHK Trophy |                |                |                |                |                |                |                | 1º             |                |                | 1º             | 1º             | 2º             |
| GP Skate America |                |                |                |                | 2º             | 1º             | 1º             |                |                |                | 2º             |                |                |
| GP Skate Canada |                |                |                |                |                |                |                | 1º             |                |                |                | 1º             |                |
| CS Finlandia Trophy |                |                |                |                |                |                |                |                | 1º             |                |                |                |                |
| CS Lombardia Trophy |                |                |                |                |                | 1º             | 1º             |                | 1º             |                |                |                |                |
| CS U.S. Classic |                |                |                |                | 5º             |                |                |                |                |                |                |                |                |
| CS Warsaw Cup |                |                |                |                |                |                |                |                |                |                | R              |                |                |
| Asian Trophy |                |                |                | 1º             |                |                |                |                |                |                |                |                |                |
| Challenge Cup |                |                |                |                |                |                |                |                | 1º             |                |                |                |                |
| Gardena Trophy |                |                | 1º             |                |                |                |                |                |                |                |                |                |                |
| Internazionali: Junior |                |                |                |                |                |                |                |                |                |                |                |                |                |
| Mondiali Junior | 10º            | 7º             | 5º             | 1º             |                |                |                |                |                |                |                |                |                |
| Giochi olimpici giovanili | 2º             |                |                |                |                |                |                |                |                |                |                |                |                |
| JGP Finale |                |                |                | 1º             |                |                |                |                |                |                |                |                |                |
| JGP Croazia |                |                |                | 1º             |                |                |                |                |                |                |                |                |                |
| JGP Estonia | 3º             |                | 4º             |                |                |                |                |                |                |                |                |                |                |
| JGP Germania |                | 2º             |                |                |                |                |                |                |                |                |                |                |                |
| JGP Giappone |                |                |                | 2º             |                |                |                |                |                |                |                |                |                |
| JGP Lettonia |                |                | 3º             |                |                |                |                |                |                |                |                |                |                |
| JGP Polonia | 4º             |                |                |                |                |                |                |                |                |                |                |                |                |
| JGP Slovenia |                | 6º             |                |                |                |                |                |                |                |                |                |                |                |
| Nazionali |                |                |                |                |                |                |                |                |                |                |                |                |                |
| Campionati nazionali giapponesi | 9º             | 11º            | 7º             | 2º             | 2º             | 1º             | 1º             | 1º             | 1º             | 2º             | 2º             | 1º             | 1º             |
| Campionati nazionali giapponesi junior | 5º             | 2º             | 2º             | 1º             |                |                |                |                |                |                |                |                |                |
| Competizioni a squadre |                |                |                |                |                |                |                |                |                |                |                |                |                |
| Giochi olimpici invernali |                |                |                |                |                |                | 5º S / 1º P    |                |                |                | 2º S / 2º P    |                |                |
| Team Challenge Cup |                |                |                |                | 3º S / 1º P    |                |                |                |                |                |                |                |                |
| World Team Trophy |                |                |                |                |                | 1º S / 1º P    |                | 2º S / 3º P    |                | 3º S / 7º P    |                | R              |                |
| Japan Open |                |                |                |                | 1º S / 1º P    | 1º S / 1º P    | 2º S / 3º P    | 1º S / 1º P    | 2º S / 2º P    |                | 1º S / 1º P    | 1º S / 1º P    |                |
| Giochi olimpici giovanili | 1º S / 2º P    |                |                |                |                |                |                |                |                |                |                |                |                |
| R = Ritirato; C = Evento cancellato S = risultato della squadra; P = risultato personale. Le medaglie sono assegnate in base al risultato della squadra |                |                |                |                |                |                |                |                |                |                |                |                |                |